# Park Narodowy Alde Feanen
Park Narodowy Alde Feanen – park narodowy w prowincji Fryzja, w Holandii. Jest także obszarem Natura 2000. Obejmuje swoim obszarem bagna, jeziora, lasy, torfowiska i łąki. Możemy w nim spotkać ponad 450 gatunków roślin i 100 gatunków ptaków. W miejscowości Alde Feanen zlokalizowanych jest kilka zabytkowych wiatraków.